# Тест мокраће у четири бочице
Тест мокраће у четири бочице стандардни је тест у урологији за доказивање инфламације у хроничном бактеријском простатитусу,  на  основу добијених и прикупљањем узорака мокраће и секрета простате.

## Историја
Како су тест мокраће у четири први описали Meares и Stamey  1968.  године он носи епоним Meares и Stamey тест.

## Опште информације
Тест мокраће у четири бочице  постепено се етаблирао у урологији као стандардни метод за процену инфламације и утврђивање присуства бактерија у доњим мокраћним путевима мушкараца који болују од синдромом хроничног простатитиса. Међутим, велики број уролога не користи рутински овај тест у свакодневној пракси, како због времена потребног за његово извођење, тако и због потешкоћа које су са њим повезане.

## Метода
Тест мокраће у четири бочице подразумева фракционисано узимање четири различита узорка мокраће (урина),  у низу, пре и после масаже простате, и течности простате током масаже простате:
Прва бочица (ВБ1) — почетни је, иницијални узорак мокраће и представља узорак из мокраћне цеви. Он представља првих 10 ml урина прикупљеног ујутру и репрезентативан је за инфекцију уретре јер може да садржи било који микроорганизам присутан на овом нивоу.
Друга бочица (ВБ2) — средњи је млаз мокраће, који је пореклом из мокраћне бешике, скупља се одмах након прве бочице и може открити присуство патогених бактерија у мокраћној бешици.
Трећа бочица (ЕПС) — узорк је мокраће током масаже простате, који се  добија  тако што  уролог врши масажу простате пацијента који се испитује, уводећи прст у ректум и врши благи притисак на простату, од бочних ивица ка централно-апикалном делу ове жлезде. Како масажа простате може изазвати ослобађање неколико капи секрета простате овај узорак се зове изражени секрет простате (ЕПС).
Четврта бочица (ВБ3) — узорак је мокраће сакупљен после масаже простате. Ова мокраћа се може сматрати мокраћом из испране уретр и материјала из простате. 

## Резултати
Тест се сматра позитивним када се у течности простате (ЕПС) или у узорку мокраће сакупљеном након масаже простате (ВБ3) пронађе велики број леукоцита (најмање 20  леукоцита приликом микроскопског прегледа трећег узорка мокраће на великом увеличању)  Број леукоцита се пореди са оним који су нажени у мокраћи првог млаза (ВБ1) и у средини мокрачног тока (ВБ2).
Ако се патогени налазе само у течности простате (ЕПС или ВБ3) или ако је укупна количина патогена у течности простате 10 пута већа од нивоа пронађених у уретри (ВБ1 или ВБ2 ако је налаз озитиван), сматра се да пацијент има хроничнуи бактеријски простатитис.
Позитивност бактеријског истраживања у мокраћи након масаже простате указује на инфекцију семенског тракта.
| Патологија (категорија према National Institutes of Health) | Тест | ВБ1     | ВБ2              | ВБ3                                 | ЕПС                                 | Коментар |
| ----------------------------------------------------------- | ---- | ------- | ---------------- | ----------------------------------- | ----------------------------------- | --- |
| Акутни простатис (I)                                        | CC   | >105/ml | >105/ml          | Масажа простате је контраиндикована | Масажа простате је контраиндикована | |
| Акутни простатис (I)                                        | GB   | Многo   | Многo            | Масажа простате је контраиндикована | Масажа простате је контраиндикована | |
| Хронични бактеријски простатитис (II)                       | CC   | Мало    | Мало             | >104/ml                             | >104/ml                             | Са рекурентном инфекцијом уринарног тракта. |
| Хронични бактеријски простатитис (II)                       | GB   | Ниједан | Релативно бројни | Многo                               | Многo                               | |
| Синдром хроничног карличног бола (IIIA)                     | CC   | Ниједан | Ниједан          | Ниједан                             | Ниједан                             | Могуће бактерије култивисане у ВБ3 и ЕПС. |
| Синдром хроничног карличног бола (IIIA)                     | GB   | Ниједан | Ниједан          | Многo                               | Многo                               | Нема рекурентних инфекција уринарног тракта. |
| Синдром хроничног карличног болаe (IIIB)                    | CC   | Ниједан | Ниједан          | Ниједан                             | Ниједан                             | |
| Синдром хроничног карличног болаe (IIIB)                    | GB   | Ниједан | Ниједан          | Ниједан                             | Ниједан                             | |
| Асимптоматски инфламаторни простатитис(IV)                  | CC   | Ниједан | Ниједан          | Ниједан                             | Ниједан                             | Могуће бактерије у ВБ3 и/или ЕПС. |
| Асимптоматски инфламаторни простатитис(IV)                  | GB   | Ниједан | Ниједан          | Много                               | Много                               | |
| Циститис (заразни)                                          | CC   | >105/ml | >105/ml          | >105/ml                             | ± >105/ml                           | Процењен број леукоцита, или бактериометрија <105/ml. Узорци ВБ1 до ЕПС могу бити вишеструки у присуству контаминационог уретритиса. Због тога је потребно лечити нитрофурантоином и поновити тест. |
| Циститис (заразни)                                          | GB   |         |                  |                                     |                                     | |
| Уретритис                                                   | CC   | >105/ml | Ниједан          | Ниједан                             | Ниједан                             | |
| Уретритис                                                   | GB   | Много   | Много            | Много                               | Ниједан                             | |